# Aiello del Sabato

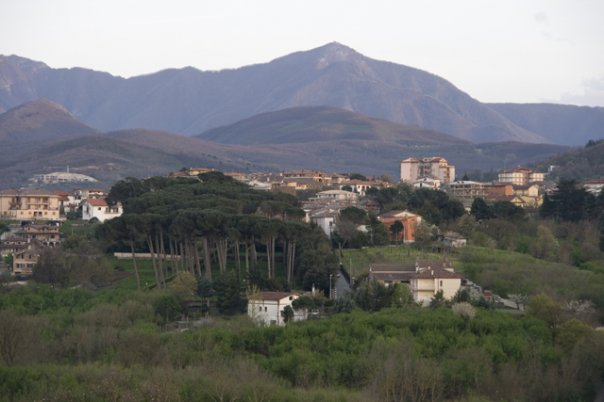
Aiello del Sabato

Aiello del Sabato is een gemeente in de Italiaanse provincie Avellino (regio Campanië) en telt 3454 inwoners (31-12-2004). De oppervlakte bedraagt 10 km², de bevolkingsdichtheid is 321 inwoners per km².

## Geografie
De gemeente ligt op ongeveer 425 meter boven zeeniveau.
Aiello del Sabato grenst aan de volgende gemeenten: Atripalda, Avellino, Cesinali, Contrada, San Michele di Serino, Serino, Solofra.